# Hermann Grupe (Politiker)

Hermann Grupe, 2021

Hermann Grupe (* 26. Juni 1956 in Scharfoldendorf) ist ein deutscher FDP-Politiker. Er war von 2013 bis 2022 Mitglied im Niedersächsischen Landtag.

## Ausbildung und Studium
Nach der Landwirtschaftlichen Lehre von 1972 bis 1974 und dem Abitur in Hildesheim 1977 begann er das Studium der Agrarwissenschaften in Göttingen. Dieses schloss er 1982 als Diplomingenieur ab.
Grupe ist verheiratet und hat drei Kinder.

## Politik
Seit 1983 ist Grupe Mitglied der FDP. Er ist stellvertretender Vorsitzender des FDP-Bezirksverbandes Südniedersachsen und Vorsitzender des FDP-Samtgemeindeverbandes Eschershausen-Stadtoldendorf. Seit 2011 war er Ratsherr der Samtgemeinde Eschershausen-Stadtoldendorf, Vorsitzender der FDP-Samtgemeinderatsfraktion und stellvertretender Bürgermeister. Von 2013 bis 2022 gehörte er dem Niedersächsischen Landtag an. Grupe war dort Sprecher für Landwirtschaft, Forst und Jagd sowie Verbraucherschutz der FDP-Landtagsfraktion. Da die FDP bei der Landtagswahl 2022 mit nur noch 4,7 Prozent der Stimmen an der Fünfprozenthürde scheiterte, verpasste er den Wiedereinzug in den Landtag und schied als Abgeordneter im Oktober 2022 aus.
Von 2016 bis 2021 bekleidete Hermann Grupe das Amt des Bürgermeisters der Stadt Eschershausen. Zudem ist Grupe Mitglied des Kreistages im Landkreis Holzminden sowie Vorsitzender der FDP-Kreistagsfraktion.

## Weitere Tätigkeiten und Funktionen
Grupe ist selbständiger Landwirt, Kreislandwirt in der Landwirtschaftskammer Niedersachsen, Bezirksstelle Hannover, Vorsitzender des Bauernverbandes Weserbergland im Landvolk Niedersachsen sowie Mitglied der Gesellschafterversammlung Agrardienste Weserbergland (ADW).